# Седіна Олена
Оле́на Се́діна (*1 червня 1968, Київ) — українська, а з 2001 року — італійська шахістка. Гросмейстерка серед жінок (1996) та міжнародний майстер (1998). Дворазова чемпіонка України (1988, 1990), дворазова чемпіонка Італії (2019, 2021) та чемпіонка Швейцарії 2019 року. Має освіту шахової наставниці.
Рейтинг Олени Седіної станом на січень 2024 року — 2161 (477-те місце у світі, 4-те — серед шахісток Італії).

## Біографічна довідка
Народилася в Києві. Почала грати в віці 7 років, тренувалась у Артура Когана та Олексія Косікова. Перемагала в дитячому (шахістки до 14 років) українському чемпіонаті 1979 та в Союзній першості серед юнок (до 18) 1984.
Випускниця економічного факультету Київського Університету імені Шевченка (1990) та шахового відділення столичного Інституту фізичної культури (1994).

## Шахова кар'єра
У 16 років на клубному змаганні за шаховий кубок Союзу виступила в зірковій команді Труд (перша дошка — Михайло Таль, також Олег Романишин, Йосип Дорфман, Марта Літинська), показала при цьому третій результат серед дівчат і другий у команді.
На командній першості СРСР 1986 року в Мінську Олена Седіна грає в збірній українських шахісток, обійнявши з коліжанками друге місце в турнірі (слідом за командою Азербайджану).
Чемпіонка України 1988 та 1990 років.
У 22 роки виконує норму міжнародної майстрині (WIM). В наступні роки виступів за збірну України 1994—2000 робить успіхи, займаючи в світовому рейтингу шахісток 20-30 позиції. Учасниця шахових Олімпіад 1994—2012 (крім 2002; у 1994 найкращий виступ серед резервістів та п'яте командне місце, в 1996 третій індивідуальний та четвертий командний результат). Виступає в клубних і особистих першостях Італії, Югославії, Словенії, Франції, Швейцарії. Грає за словенський шаховий клуб ŠK Nova Gorica, італійський ASD CS R.Fischer Chieti та (чоловічий) швейцарський CS Mendrisio в клубних чемпіонатах Європи.
Серед індивідуальних досягнень:
- перемога в відкритій першості Швейцарії (Шкуоль, 2001)
- перемога на турнірі в Сан-Мартіно-ді-Кастроцаit: (Італія, 2001)
- перше місце (разом з чотирма іншими гросмейстерами) на турнірі в Братто (Італія, 2004)
- перша в історії переможниця відкритого чемпіонату Австралії (курорт Mount Buller, 2005).

З початку 2000-х представляє на міжнародних змаганнях Італію. Незмінно протягом уже десяти років грає на першій дошці тієї збірної, найкраща шахістка Центральноєвропейського кубку (Mitropa Cup) у складі збірної 2008, 2010, 2011 років. Партнеркою Олени в команді є колишня росіянка, гросмейстерка Ольга Зіміна.

## Турнірні результати

### Чемпіонати України
| Рік  | Місце проведення | Турнір                            | Результат | + | — | = | Місце   |
| ---- | ---------------- | --------------------------------- | --------- | - | - | - | ------- |
| 1980 | Кіровоград       | 40-й чемпіонат України            | 6 з 11    | 5 | 4 | 2 | 13 — 19 |
| 1985 | Херсон           | 45-й чемпіонат України            | 8½ з 13   | 7 | 3 | 3 | Silver  |
| 1986 | Миколаїв         | 46-й чемпіонат України            | 9½ з 15   | 5 | 1 | 9 | Bronze  |
| 1987 | Миколаїв         | 46-й чемпіонат України            | 8½ з 15   |   |   |   | 5 — 6   |
| 1988 | Ворошиловград    | 46-й чемпіонат України            | 10 з 15   | 6 | 1 | 8 | Gold    |
| 1989 | Бердянськ        | 49-й чемпіонат України            | 7 з 15    |   |   |   | 10 — 12 |
| 1990 | Чернігів         | 50-й чемпіонат України            | 10 з 15   | 7 | 2 | 6 | Gold    |
| 1991 | Сімферополь      | 51-й чемпіонат України            | 8½ з 15   | 7 | 5 | 3 | 5       |
| 1995 | Дніпропетровськ  | 64-й чемпіонат України (чоловіки) | 5 з 9     | 4 | 3 | 2 | 16 — 25 |

### Чемпіонати СРСР
| Рік  | Місце проведення | Турнір              | Результат | + | — | = | Місце |
| ---- | ---------------- | ------------------- | --------- | - | - | - | ----- |
| 1991 | Львів            | 51-й чемпіонат СРСР | 8½ з 17   | 6 | 6 | 5 | 10    |

### Чемпіонати Італії та Швейцарії
| Рік  | Місце проведення | Турнір                              | Результат | + | — | = | Місце  |
| ---- | ---------------- | ----------------------------------- | --------- | - | - | - | ------ |
| 2017 | Козенца          | 44-й чемпіонат Італії               | 2½ з 7    | 1 | 3 | 3 | 5 — 6  |
| 2018 | Салерно          | 45-й чемпіонат Італії               | 4½ з 7    | 2 | 0 | 5 | Bronze |
| 2019 | Падова           | 46-й чемпіонат Італії               | 6½ з 7    | 6 | 0 | 1 | Gold   |
|      | Лойкербад        | чемпіонат Швейцарії                 | 7½ з 10   | 5 | 5 | 0 | Gold   |
| 2021 | К'янчіано-Терме  | 47-й чемпіонат Італії               | 5 з 7     | 4 | 1 | 2 | Gold   |
|      | Лойкербад        | чемпіонат Швейцарії серед чоловіків | 2 з 9     | 0 | 5 | 4 | 10     |
| 2022 | Кальярі          | 48-й чемпіонат Італії               | 2½ з 7    | 1 | 3 | 3 | 5      |
| 2023 | Брешія           | 49-й чемпіонат Італії               | 4 з 7     | 3 | 2 | 2 | — 4    |
|      | Лойкербад        | чемпіонат Швейцарії                 | 6 з 9     | 5 | 2 | 2 | — 4    |

## Статистика виступів у складі національних збірних

### Збірна України
Олена Седіна за період 1994—2000 років зіграла за жіночу збірну України у 4-ох турнірах, усі на шахових олімпіадах.
У її активі три індивідуальні нагороди, зокрема: «золото» на резервній шахівниці та «срібло» за найкращий перфоманс серед усіх шахісток на шаховій олімпіаді 1994 року, а також бронзова нагорода на третій шахівниці у 1996 році.
Загалом у складі збірної України Олена Седіна зіграла 45 партій, у яких набрала 32 очки (+25=14-6), що становить 71,1 % можливих очок.
| Рік  | Турнір                 | Місто   | Збірна  | Шахів- ниця | Рейтинг | + | = | − | Результат | % очок | Турнірний рейтинг | Командне місце | Особисте місце |
| ---- | ---------------------- | ------- | ------- | ----------- | ------- | - | - | - | --------- | ------ | ----------------- | -------------- | -------------- |
| 1994 | 16-та шахова олімпіада | Москва  | Україна | резерв      | 2335    | 9 | 3 | 0 | 10½ з 12  | 87,5   | 2614              | 5              | +              |
| 1996 | 17-та шахова олімпіада | Єреван  | Україна | 3           | 2345    | 7 | 5 | 1 | 9½ з 13   | 73,1   | 2465              | 4              | Bronze         |
| 1998 | 18-та шахова олімпіада | Еліста  | Україна | 2           | 2410    | 4 | 3 | 3 | 5½ з 10   | 55,0   | 2356              | 12             | 25             |
| 2000 | 19-та шахова олімпіада | Стамбул | Україна | резерв      | 2405    | 5 | 3 | 2 | 6½ з 10   | 65,0   | 2384              | 4              | 15             |

### Збірна Італії
Змінивши громадянство, Олена Седіна з 2001 року на міжнародних командних турнірах почала виступати за збірну Італії.
Всього за період 2000—2023 рр. Седіна зіграла за збірну Італії в 17-ти турнірах, зокрема: шахова олімпіада — 7 разів, командний чемпіонат Європи — 10 разів. При цьому Олена не здобула жодної нагороди, найвище командне досягнення — 8 місце на чемпіонаті Європи 2015 року, особисте — 4 місце на чемпіонаті Європи 2001 року.
Загалом у складі збірної Італії Олена Седіна зіграла 127 партій, у яких набрала 65½ очок (+39=53-35), що становить 51,6 % можливих очок.
| Рік  | Турнір                 | Місто           | Збірна | Шахів- ниця | Рейтинг | + | = | − | Результат | % очок | Турнірний рейтинг | Командне місце | Особисте місце |
| ---- | ---------------------- | --------------- | ------ | ----------- | ------- | - | - | - | --------- | ------ | ----------------- | -------------- | -------------- |
| 2001 | чемпіонат Європи       | Леон            | Італія | 1           | 2398    | 4 | 2 | 1 | 5 з 7     | 71,4   | 2392              | 24             | 4              |
| 2003 | чемпіонат Європи       | Пловдив         | Італія | 1           | 2394    | 2 | 2 | 2 | 3 з 6     | 50,0   | 2299              | 30             | 17             |
| 2004 | 21-ша шахова олімпіада | Кальвія         | Італія | 1           | 2431    | 4 | 5 | 1 | 6½ з 10   | 65,0   | 2244              | 46             | 16             |
| 2006 | 22-га шахова олімпіада | Турин           | Італія | 1           | 2373    | 3 | 4 | 3 | 5 з 10    | 50,0   | 2214              | 37             | 45             |
| 2008 | 23-тя шахова олімпіада | Дрезден         | Італія | 1           | 2365    | 4 | 5 | 0 | 6½ з 9    | 72,2   | 2478              | 12             | 11             |
| 2009 | чемпіонат Європи       | Новий Сад       | Італія | 1           | 2335    | 2 | 4 | 1 | 4 з 7     | 57,1   | 2477              | 18             | 8              |
| 2010 | 24-та шахова олімпіада | Ханти-Мансійськ | Італія | 1           | 2342    | 1 | 3 | 4 | 2½ з 8    | 31,3   | 2247              | 36             | 40             |
| 2011 | чемпіонат Європи       | Порто-Каррас    | Італія | 1           | 2343    | 4 | 2 | 1 | 5 з 7     | 71,4   | 2431              | 19             | 11             |
| 2012 | 25-та шахова олімпіада | Стамбул         | Італія | 1           | 2338    | 4 | 4 | 1 | 6 з 9     | 66,7   | 2372              | 33             | 25             |
| 2013 | чемпіонат Європи       | Варшава         | Італія | 1           | 2302    | 1 | 3 | 3 | 2½ з 7    | 35,7   | 2239              | 25             | 26             |
| 2014 | 26-та шахова олімпіада | Тромсе          | Італія | 3           | 2291    | 4 | 4 | 1 | 6 з 9     | 66,7   | 2305              | 62             | 12             |
| 2015 | чемпіонат Європи       | Рейк'явік       | Італія | 2           | 2305    | 0 | 2 | 3 | 1 з 5     | 20,0   | 2172              | 8              | 24             |
| 2017 | чемпіонат Європи       | Крит            | Італія | 3           | 2288    | 2 | 3 | 2 | 3½ з 7    | 50,0   | 2337              | 10             | 10             |
| 2018 | 28-ма шахова олімпіада | Батумі          | Італія | 2           | 2267    | 2 | 2 | 4 | 3 з 8     | 37,5   | 2247              | 49             |                |
| 2019 | чемпіонат Європи       | Батумі          | Італія | 3           | 2294    | 1 | 2 | 3 | 2 з 6     | 33,3   | 2228              | 15             | 20             |
| 2021 | чемпіонат Європи       | Чатеж-об-Саві   | Італія | 3           | 2263    | 1 | 3 | 2 | 2½ з 6    | 41,7   | 2238              | 9              | 13             |
| 2023 | чемпіонат Європи       | Будва           | Італія | 2           | 2169    | 0 | 3 | 3 | 1½ з 6    | 25,0   | 2057              | 16             | 26             |

## Зміни рейтингу
| На цьому місці має відображатися графік чи діаграма, однак з технічних причин його відображення наразі вимкнено. Будь ласка, не видаляйте код, який викликає це повідомлення. Розробники вже працюють для того, щоби відновити штатне функціонування цього графіка або діаграми. | |
| | На цьому місці має відображатися графік чи діаграма, однак з технічних причин його відображення наразі вимкнено. Будь ласка, не видаляйте код, який викликає це повідомлення. Розробники вже працюють для того, щоби відновити штатне функціонування цього графіка або діаграми. |